# Majajarvi
Majajärvi eller Majajarvi är en sjö i Finland. Den ligger i kommunen Mänttä-Filpula i landskapet Birkaland, i den södra delen av landet, 230 km norr om huvudstaden Helsingfors. Majajärvi ligger 118,1 meter över havet. Arean är 82 hektar och strandlinjen är 6,96 kilometer lång. Sjön  ingår i Kumo älvs huvudavrinningsområde.   I omgivningarna runt Majajärvi växer i huvudsak blandskog.